# 대한민국 형사소송법 제153조
대한민국 형사소송법 제153조는 준용규정에 대한 형사소송법의 조문이다.

## 조문
제153조(준용규정) 제73조, 제74조, 제76조의 규정은 증인의 소환에 준용한다.

第153條(準用規定) 第73條, 第74條, 第76條의 規定은 證人의 召喚에 準用한다.

## 참조조문
제73조(영장의 발부) 피고인을 소환함에는 소환장을, 구인 또는 구금함에는 구속영장을 발부하여야 한다.

제74조(소환장의 방식) 소환장에는 피고인의 성명, 주거, 죄명, 출석일시, 장소와 정당한 이유없이 출석하지 아니하는 때에는 도망할 염려가 있다고 인정하여 구속영장을 발부할 수 있음을 기재하고 재판장 또는 수명법관이 기명날인하여야 한다.  <개정 1995.12.29.>

제76조(소환장의 송달) ① 소환장은 송달하여야 한다.
②피고인이 기일에 출석한다는 서면을 제출하거나 출석한 피고인에 대하여 차회기일을 정하여 출석을 명한 때에는 소환장의 송달과 동일한 효력이 있다.
③전항의 출석을 명한 때에는 그 요지를 조서에 기재하여야 한다.
④구금된 피고인에 대하여는 교도관에게 통지하여 소환한다.  <개정 1963.12.13., 2007.6.1.>
⑤피고인이 교도관으로부터 소환통지를 받은 때에는 소환장의 송달과 동일한 효력이 있다.  <개정 1963.12.13., 2007.6.1.>

## 참고 문헌
- 손동권 신이철, 새로운 형사소송법(초판, 2013), 세창, 2013. ISBN 9788984114081

## 같이 보기
- 증인